# Celestine Imbaya
Celestine Imbaya (Siaya, 11 novembre 1969) è un'ex cestista keniota.

## Carriera
Con il Kenya ha disputato i Campionati mondiali del 1994.